# Édouard Masson
Pour les personnes ayant le même patronyme, voir Masson.
Pour les autres membres de la famille, voir famille Masson (Terrebonne).
Isidore Édouard Candide Masson, né à Montréal le 4 mai 1826, mort à Montréal le 7 août 1875, est un homme d'affaires et homme politique québécois.
D'abord négociant et président de société, il devient conseiller municipal de Montréal, puis conseiller législatif du Québec.
Se consacrant ensuite à coloniser de nouvelles terres dans les Laurentides, il fonde la ville de Sainte-Marguerite, au bord du lac auquel son nom est donné, le lac Masson.

## Biographie
Né à Montréal en 1826, Édouard est un des fils de Joseph Masson (1791-1847), seigneur de Terrebonne, millionnaire québécois, conseiller législatif, et de Marie-Geneviève-Sophie Raymond, fille du député Jean-Baptiste Raymond. Il est un lointain descendant du pionnier Gilles Masson.
Il fait ses études à Montréal, au petit séminaire, puis en Angleterre jusqu'en 1846.
Édouard Masson prend, avec son frère aîné Wilfrid, la suite de son père dans la plupart de ses affaires, essentiellement dans les textiles et la potasse. Ce sont les sociétés Joseph Masson, Fils & Cie, à Montréal ; Masson, Langevin & Cie, à Québec ; et Masson, Sons & Co., à Glasgow en Écosse.
Il devient aussi président de la Compagnie du gaz de Montréal.
Par ailleurs, Édouard Masson est élu conseiller municipal (Montréal Est), puis conseiller législatif pour la division des Mille-Îles (ou Mille-Isles, comprenant les comtés de Terrebonne et de Deux-Montagnes). Il se présente en indépendant. Après sa défaite en 1864, face à un conservateur déclaré, il se retire de la vie politique.
Édouard Masson se consacre alors à la colonisation des cantons du nord de Montréal (les Laurentides). Il se fait attribuer plus de 1600 acres de terre par lettres patentes du gouvernement de la Province du Canada. Il est notamment à l'origine de la ville de Sainte-Marguerite, qu'il fonde de 1864 à 1871, au bord du lac Masson ; son nom a été donné au lac par les colons, en témoignage de gratitude. 
Il est mort à Montréal en 1875.

## Hommages
Portent son nom : 
- le lac Masson,
- la ville de Sainte-Marguerite-du-Lac-Masson.